# O Carro

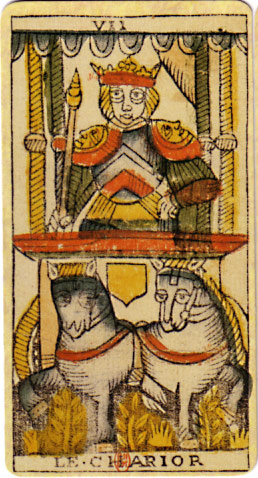
O Carro no Tarô de Marselha

O Carro é o sétimo arcano maior do baralho do Tarot. Tem como figura central uma carruagem puxada por dois cavalos: um branco e um negro. A carruagem é dirigida por um rei, ou imperador. Esta carta tem o número VII e a letra hebraica Zain.

## Simbologia
Avanço, progresso, início de algo novo.
Resumidamente, a carta simboliza a vitória, direcção, controle, esforço, confiança, o caminho.
Com o carro há progresso, há projectos em andamento. Simboliza a ação, que se toma a seguir a uma decisão. Aquilo que foi resolvido está a ser executado, é a realização de projectos. O simbolismo dos cavalos é evidente: o cavalo branco significa "o Bem", o cavalo negro significa "o Mal". Isto quer dizer que a pessoa que está a dirigir a carruagem deve ter força e liderança suficientes para evitar que um anule o outro. Deve ter controlo firme para manter o equilíbrio. Pode significar a luta interna entre o bem o mal, os diferentes caminhos que se oferecem ao jovem condotor. Porém, entretanto, embora cada cavalo tenda a direção diferente, o caminho da carruagem é reto. 

## Mensagem
Na caminhada espiritual, este Arcano representa o momento em que o viajante passou pela encruzilhada, tomou um rumo firme e está determinado a cumprir mais etapas evolutivas.